# Marie Garel-Weiss
Pour les articles homonymes, voir Garel et Weiss.
Marie Garel-Weiss, née le 21 mai 1969 à Versailles et morte le 19 avril 2025 à Moëlan-sur-Mer, est une réalisatrice et scénariste française.

## Biographie

### Jeunesse
Marie Garel-Weiss naît à Versailles le 21 mai 1969 et grandit entre Pont-Aven et Riec-sur-Belon dans le Finistère,. Son grand-oncle est le directeur de la photographie Marcel Weiss. Elle arrête tôt ses études et a sa première fille à 18 ans.

### Carrière
Marie Garel-Weiss est stagiaire dans des rédactions télévisuelles. Elle rencontre le réalisateur Vincent Ravalec et devient son assistante sur un de ses films puis scénariste pour Thierry Poiraud (Atomik Circus, le retour de James Bataille, Goal of the Dead, Don't Grow Up), Hélène Angel (Propriété interdite),... 
En 2017, après plusieurs courts métrages, Marie Garel-Weiss écrit et réalise son premier long métrage, La fête est finie, inspiré de son ancienne toxicomanie. Les comédiennes Zita Hanrot et Clémence Boisnard interprètent deux jeunes femmes qui se lient d'amitié dans un centre de désintoxication. Le film reçoit le prix du public au Festival du film de Sarlat et plusieurs autres prix au Festival du cinéma européen de Lecce (it),.
En 2021, Marie Garel-Weiss réalise pour Arte Qu'est-ce qu'on va faire de Jacques ? sur un schizophrène et sa famille qui sont confrontés à la mort de leur père. Vincent Deniard, entouré de Maud Wyler, Claude Perron, Pascal Rénéric et Samir Guesmi, reçoit le prix d'interprétation au Festival de la fiction TV de La Rochelle 2021.
En 2023, sort son deuxième long métrage, Sur la branche. La réalisatrice dépeint un nouveau personnage ayant des problèmes psychologiques : Mimi (Daphné Patakia), avocate qui ne plaide pas, rencontre Paul, avocat radié (Benoît Poelvoorde) qui va l'aider à reprendre confiance en elle en défendant Christophe (Raphaël Quenard). Pour Les Inrocks, Marie Garel-Weiss « fait preuve d’un talent d’écriture burlesque incontesté qui s’incarne avec justesse et drôlerie dans les mouvements (in)contrôlés de ses personnages border ».

### Mort
Elle meurt le 19 avril 2025 à Moëlan-sur-Mer d'un cancer du cerveau à l'âge de 55 ans,,. Mère de trois filles, elle est l'épouse du musicien Ferdinand Berville jusqu'à sa mort.

## Filmographie

### Réalisatrice

#### Courts métrages
- 2003 : La Vie de garçon
- 2006 : Progéniture

#### Longs métrages
- 2017 : La fête est finie
- 2023 : Sur la branche

#### Téléfilm
- 2021 : Qu'est-ce qu'on va faire de Jacques ?

### Scénariste
- 2004 : Atomik Circus, le retour de James Bataille de  Didier Poiraud et Thierry Poiraud
- 2007 : Coeur Océan, série (4 épisodes)
- 2011 : Propriété interdite de Hélène Angel
- 2014 : Goal of the Dead de Benjamin Rocher et Thierry Poiraud
- 2015 : Don't Grow Up de Thierry Poiraud
- 2017 : La fête est finie
- 2021 : L'École de la vie, série (2 épisodes)
- 2023 : Sur la branche

## Distinctions
- Festival du film de Sarlat 2017 : Prix du public pour La fête est finie
- Festival du cinéma européen de Lecce (it) 2018 :
  - Olivier d'or / Prix Cristina Soldano du meilleur film pour La fête est finie
  - Prix Cineuropa
  - Prix Agiscuola